# UFC Fight Night: Chiesa vs. Lee
UFC Fight Night: Chiesa vs. Lee (også kendt som UFC 112) var et MMA-stævne, produceret af Ultimate Fighting Championship, der blev afholdt den 25. juni 2017 i Chesapeake Energy Arena i Oklahoma City, Oklahoma i USA.

## Baggrund
Stævnet var det andet som organisationen afholdt i Oklahoma City, efter UFC Fight Night: Diaz vs. Guillard i september 2009.
En letvægtskamp mellem The Ultimate Fighter: Live-letvægt-vinderen Michael Chiesa og Kevin Lee var hovedattraktionen. Lee vandt på Technical Submission (rear-naked choke) efter 4 minutter og 37 sekunder i 1. omgang.
En fjervægtskamp mellem tidligere UFC-letvægts-mester og UFC-Weltervægts-mester B.J. Penn og Dennis Siver fandt sted på dette event. Kampen var originalt planlagt til at finde sted på UFC 199. Men kampen blev aflyst på grund af at Silver meldt afbud med hensyn til en skade.
Antônio Rogério Nogueira skulle have mødt Ilir Latifi ved stævnet. Men den 17. maj, blev det offentliggjort at Nogueira havde meldt afbud på grund af en nakkeskade. Som konsekevens af dette, valgte organisationen at fjerne Latifi helt fra stævnet, trods de havde 6 uger til at finde en ny modstander.
En fjervægtskamp mellem nykommerne Jared Gordon og Michel Quiñones skulle have fundet sted ved UFC 211. Men, Gordon meldte afbud på kampdagen på grund af et maveonde hvilket resluterede i at Quiñones blev fjernet fra programmet. The pairing was rescheduled for this event.
Danske Joachim Christensen skulle have mødt nykommeren Azamat Murzakanov ved stævnet. Men Murzakanov blev fjernet fra kortet den 8. juni af ukendte årsager og blev erstattet af amerikanske Dominick Reyes. Christensen, der var på hovedprogrammet tabte teknisk knock out (slag) efter 29 sekunder i første omgang. Dette blev hans sidste UFC-kamp i karrieren. Reyes blev belønnet med Performance of the Night-prisen for sit knock out.
Til indvejningen klarede hverken tidligere UFC-weltervægtsmester Johny Hendricks og Jared Gordon vægtkravet for deres respektive kampe, hvor de vejede ind på 188 og 149 pund. De fik begge en bøde på et 20% fradrag af deres løn, hvilket gik til deres modstandere, Tim Boetsch og Michel Quiñones. Kampene blev derfor kæmpet i catchweight. Boetsch vandt på teknisk knock out (spark og slag) efter 46 sekunder inde i 2. omgang.

## Bonus awards
De følgende kæmpere blev belønnet med $50,000 bonuser:
- Fight of the Night: Ingen
- Performance of the Night: Kevin Lee, Tim Boetsch, Dominick Reyes og Jeremy Kimball

## International tv-transmittering
| Land    | Tv-kanal         |
| ------- | ---------------- |
| Denmark | Viaplay Fighting |
| Norway  | Viaplay Fighting |
| Sweden  | Viaplay Fighting |